# Il risveglio dell'abisso
Il risveglio dell'abisso (The Kraken Wakes) è un romanzo di fantascienza del 1953 dello scrittore britannico John Wyndham. 

## Storia editoriale
Fu pubblicato nel Regno Unito nel luglio 1953 con il titolo di The Kraken Wakes e negli Stati Uniti come Out of the Deeps.
In Italia il romanzo fu pubblicato nel febbraio 1954 nel numero 35 della collana I romanzi di Urania, con copertina di Kurt Caesar. L'opera ha avuto altre edizioni in Italiano, nel maggio 1964 nella collana I capolavori di Urania, con copertina di Karel Thole) e nel dicembre 1978 nel numero 21 della collana Classici Fantascienza della Mondadori, sempre con copertina di Karel Thole.

## Trama
Durante una crociera nei pressi delle Azzorre i coniugi Michael e Phyllis Watson, due giornalisti inglesi in viaggio di nozze, assistono a uno stranissimo fenomeno: una serie di velocissime sfere luminose provenienti dallo spazio precipitano in mare poco lontano dalla loro nave. Michael trasmette all'emittente radiofonica per cui lavora un resoconto dell'avvenuto. Tornati in patria, dalle lettere pervenute in redazione e dai colloqui avuti con un pilota della Royal Air Force, i due si rendono conto che il fenomeno era già avvenuto in molte altre parti del mondo. I due giornalisti accantonano l'evento come inspiegabile ma vengono successivamente contattati dalle Forze Armate inglesi in cerca di informazioni sui fenomeni; dai militari apprendono che gli avvistamenti continuano a susseguirsi numerosissimi e si concentrano in prossimità di fosse oceaniche. I tentativi di esplorare le profondità marine con l'impiego di batiscafi hanno tragici esiti. Dopo qualche tempo il mondo assiste all'improvviso affondamento di navi transoceaniche in navigazione nei pressi delle fosse marine, luogo degli avvistamenti.
L'ipotesi che qualcosa si annidi nelle profondità spinge le grandi potenze a sganciare delle bombe atomiche di profondità, tuttavia senza apparenti risultati concreti. Le comunicazioni marittime subiscono un grosso danno poiché la navigazione in alto mare deve avvenire lontano dalle fosse oceaniche.
Dopo qualche tempo le isole caraibiche vengono assalite da ordigni sorti dal mare; gli abitanti vengono uccisi o rapiti. I due protagonisti, inviati su una di tali isole dalla loro emittente radiofonica per un reportage, assistono impotenti alla strage degli abitanti catturati da una sorta di gigantesche meduse gelatinose, inglobati all'interno di esse e trasportati nelle profondità marine. Gli assalti si susseguono in numerose parti del mondo fino a quando i governi non riescono ad organizzare delle difese costiere ottimali. Le gigantesche macchine aliene, che inizialmente si sospetta essere esse stesse mostri extraterrestri, non appena colpite con granate o bombe, nonostante la corazza metallica di cui sono ricoperte, esplodono violentemente a causa dell'enorme pressione presente al loro interno.
Segue un periodo di relativa calma e nonostante un famoso scienziato, il Professore Bocker, tenti di mettere in guardia i Governi da possibili nuovi attacchi da parte degli alieni, l'opinione pubblica sembra essersi adattata a convivere con la minaccia. L'anno successivo il mondo si accorge che il livello dell'acqua si sta sollevando lentamente; i mostri abissali riescono ora a sciogliere le calotte polari.
L'umanità, costretta ad abbandonare le zone costiere, privata dei mezzi di sostentamento e delle vie di comunicazione a causa dell'allagamento di vastissime aree di territorio, sottoposta a nuove incursioni delle macchine aliene precipita irrimediabilmente nel caos. I coniugi Watson, dopo aver a lungo continuato a trasmettere notizie dalla loro stazione radio, oramai provati dalle avverse condizioni, scappano da una Londra ormai deserta e in preda all'anarchia. I due riescono a raggiungere la loro casa di vacanza in Cornovaglia ove sopravvivono grazie a una scorta di viveri predisposta dalla previdente Phyllis.
Dopo pochi drammatici anni il Giappone scopre che gli ultrasuoni sono armi in grado di disintegrare questi mostri sottomarini e, con l'aiuto di altre nazioni, dà inizio ad una efficace controffensiva contro gli alieni utilizzando delle innovative bombe ultrasoniche. I due coniugi inaspettatamente vengono contattati dal Governo inglese, su segnalazione dello stesso Bocker, per far parte di un comitato di ricostruzione. Il romanzo si conclude con la speranza di una rinascita, nonostante la popolazione mondiale si sia ridotta a un ottavo di quella originaria, sterminata da malattie, catastrofi naturali, insurrezioni e attacchi alieni.

## Edizioni
- John Wyndham, The Kraken Wakes o Out of the Deeps, 1953.
- John Wyndham, Il risveglio dell'abisso, collana I romanzi di Urania n° 35, Arnoldo Mondadori Editore, 1954.
- John Wyndham, Il risveglio dell'abisso, collana I Capolavori di Urania n° 307 bis, Arnoldo Mondadori Editore, 1954.
- John Wyndham, Il risveglio dell'abisso, traduzione di Tom Arno, collana Classici Fantascienza n° 21, Arnoldo Mondadori Editore, 1978.
- John Wyndham, Il risveglio dell'abisso, traduzione di Giorgio Monicelli, TEADUE, Milano, TEA, 1991, ISBN 88-7819-201-5.